# Jing Shan
Jing Shan är en bergskedja i Kina. Den ligger i provinsen Hubei, i den centrala delen av landet, omkring 280 kilometer väster om provinshuvudstaden Wuhan.
Genomsnittlig årsnederbörd är 1 176 millimeter. Den regnigaste månaden är augusti, med i genomsnitt 198 mm nederbörd, och den torraste är december, med 13 mm nederbörd.